# نیم‌کره‌های مغز
مغز مهره‌داران از دو نیمکرهٔ جدا از هم تشکیل شده که توسط شکاف طولی درونی از هم جدا شده‌اند، در نتیجه می‌توان گفت مغز از دو نیمکرهٔ چپ و راست تشکیل شده‌است.
هر کدام از این لایه‌ها دارای لایهٔ بیرونی از جنس مادهٔ خاکستری می‌باشند که قشر مغز خوانده می‌شود و توسط لایه درونی به نام مادهٔ سفید پشتیبانی می‌شود.
در پستان داران، نیمکره‌ها توسط جسم پینه‌ای که بسته‌های نرم‌افزاری از تعداد زیادی عصب می‌باشد، مرتبط می‌شوند. از جمله این بسته‌ها درونی، پسین و هیپوکامپی هستند. این بسته‌ها داده‌ها را میان دو نیمکره جا به جا می‌کنند تا یک کارکرد واحد به دست آید.
مخ، بزرگترین بخش مغز است و از دو نیمکره به نام نیمکره‌های مغزی تشکیل شده‌است که توسط توده‌ای ماده سفید موسوم به جسم پینه‌ای به هم مرتبط می‌شوند.
نیمکره‌های مغزی به صورت نیمکره راست و نیمکره چپ نامیده می‌شوند.نیمکره‌ها توسط یک شکاف عمیق موسوم به شکاف طولی از هم جدا می‌شوند.داس مغزی به داخل این شکاف برجسته می‌شود.
هر نیمکره از استخوان فرونتال تا استخوان اکسیپیتال در بالای حفره‌های کرانیال قدامی و میانی و در عقب در بالای چادرینه مخچه گسترش یافته‌است.

## آرایش لوب‌ها
شیار مرکزی، شقاق برجسته‌ای است که لوب جداری را از لوب فرونتال و قشر حرکتی اولیه را از قشر حسی بدن جدا می‌کند.
در سطح ماکروسکوپی نیمکره‌ها تقریباً تصاویر آینه از یکدیگر با یک تفاوت ظریف مانند گشتاور یاکولوین در مغز نشان می‌دهد که تاب جزئی از سمت راست است که قدری جلوتر و مایل به سمت چپ می‌باشد.
در سطح میکروسکوپی معماری نوع سلول‌های قشر مغز مانند انواع انتقال دهنده و گیرندهٔ عصبی به‌طور قابل توجهی بین نیمکره‌ها نامتقارن دیده می‌شود.
با این حال این تفاوت توزیع در نیمکره‌ها در سراسر انسان یا حتی در برخی دیگر از گونه‌ها سازگار است.
به لایه سطحی هر نیمکره قشر می‌گویند؛ که از ماده خاکستری تشکیل شده‌است. قشر مخ به شکل چین‌هایی آرایش یافته‌است که شکنج خوانده می‌شوند. این شکنج‌ها توسط شیارهایی از هم جدا شده‌اند.
به این ترتیب سطح قشر به میزان زیادی افزایش می‌یابد.
چند شیار بزرگ سطح هر نیمکره را به لوب‌هایی تقسیم می‌کنند. هر لوب بر اساس استخوانی که بر روی آن قرار گرفته نامگذاری می‌شود.